# Ruch Patriotyczny Ojczyzna
Ruch Patriotyczny „Ojczyzna” – koalicja ugrupowań politycznych startująca w wyborach samorządowych w 1998. 
W jej skład wchodziły: 
- Konfederacja Polski Niepodległej – Obóz Patriotyczny
- Ruch Odbudowy Polski
- Krajowe Porozumienie Emerytów i Rencistów Rzeczypospolitej Polskiej
- Narodowo-Chrześcijańsko-Demokratyczny Blok dla Polski
- Stronnictwo Narodowo-Demokratyczne
- Polska Partia Ekologicznych – Zielonych
- Partia Kupiecka
- Partia Zielonych Rzeczypospolitej

Przywódcy: 
- Adam Słomka (KPN-OP)
- Jan Olszewski (ROP)
- Elżbieta Postulka (KPEiR RP)
- Andrzej Gąsienica-Makowski (N-Ch-D BdP)
- senator Marian Jurczyk

Ruch Patriotyczny „Ojczyzna” uzyskał w wyborach samorządowych w 1998 256 mandatów radnych (2 radnych wojewódzkich, 48 radnych powiatowych i 206 radnych gminnych).